# اچ‌ام‌اس برامبل (جی۱۱)
اچ‌ام‌اس برامبل (جی۱۱) (به انگلیسی: HMS Bramble (J11)) یک کشتی بود که طول آن ۲۴۵ فوت ۹ اینچ (۷۴٫۹۰ متر) بود. این کشتی در سال ۱۹۳۸ ساخته شد.